# Castrul roman de la Drajna de Sus
Castrul se află în satul Drajna de Sus, comuna Drajna, județul Prahova, Muntenia, România, pe platoul dealului Grădiștea, la o altitudine de 475 m, separate pe linia nord-sud de valea râului Drajna și pârâul Ogretin. Castrul intră în literatura de specialitate după 1888, prin publicarea de către Grigore Tocilescu a unor serii de ștampile cu numele unităților militare cantonate acolo. Meritul descoperirii castrului îi revine lui M.D. Bazilescu profesor la Drajna. În anul 1883 acesta înștiința Ministerul Instrucției Publice despre descoperirile făcute în cursul muncilor agricole, material pe care le va preda Muzeului Național de Antichități.
Grigore Tocilescu face săpături de mică amploare în anul 1888 în zona hypocaustului, rezultate ce vor fi publicate. Grigore Tocilescu a realizat câteva sondaje și a descoperit cărămizi și țigle cu ștampilele legiunilor I Italica,V Macedonica, XI Claudia și a cohortei Commagenorum. M.D. Brazilescu va publica la rândul său o notă în Marele Dicționar Geografic al României. În 1932 Constantin Daicoviciu publică o serie de ștampile din materialele aduse de M.D. Bazilescu. Cercetări de suprafață a realizat și M. Al. Baracilă.
Primele cercetări sistematice au fost efectuate în anii 1939-1940 de către profesorul Gheorghe Ștefan. S-a constatat că acest castru are forma dreptunghiulară cu dimensiunile 176 x 200 m, că există un singur strat de dărâmături. Alături de obiectele specifice au fost descoperite și monedele, cele mai recente fiind din anul 116-117 din ultimii ani de domnie ai împăratului Traian.
În urma săpăturilor arheologice reîncepute în anul 1992 în incinta castrului s-au descoperit numeroase cărămizi cu ștampile care atestă prezenta unor trupe romane precum: Cohors I Flavia Commagenorum, pomenită și într-o diplomă militară din anul 105 printre trupele provinciei din sudul Dunării; precum și trei detașamente din legiunile I Italică staționate la Novae (Sistov), V Macedonia staționată la Troesmis (Iglita) și XI Claudia Pia Fidelis staționată la Durostorum (Silistra). După monedele descoperite aici, castrul a funcționat numai în timpul domniei împăratului Traian și avea sarcina supravegherii populației băștinașe. Urmele ceramice dovedesc prezența unei populații getice după părăsirea castrului de către trupele romane în urma retragerii aureliene. Cercetările arheologice din anul 1992 sunt primele efectuate aici după cercetările efectuate în anii 1939-1940 de către profesorul Gheorghe Ștefan. Rezultatele campaniilor din anii 1992-1996 au adus dovezi asupra fazelor de constructive a clădirilor din interiorul castrului. La aceste cercetări au participat Vlădescu M. Cristian, Zahariade Mihail, Dvorski Traian, Teodorescu Victor, Marinele Penes.
Prima fază de construire, val de pământ și palisade (Drajna de Sus I) este construită probabil în toamna-iarna anului 101, și a durat până la sfârșitul celui de-al doilea război daco-roman. Dimensiunile castrului în această fază rămân încă necunoscute. Cea de-a doua fază de construcție (Drajna de Sus II) este reprezentată de un zid dublu de piatră ce avea dimensiunile 185 X 190 m, și a funcționat în perioada 106-117/8. În anul 1994 a fost cercetată poarta de nord a castrului (poarta decumană), iar în apropierea ei au fost identificate două cuptoare de olar. În campanile desfășurate aici în perioada 1992-1996, au fost cercetate câteva zone de pe suprafața castrului care au scos la lumină numeroase edificii din interiorul castrului printre care putem enumera: clădiri cu instalație cu hypocaust care aveau țevi din lut (olane) de încălzire inserate în pereți, o piscină etc. În apropierea castrului se afla o așezare a dacilor liberi.
Construirea castrului de la Drajna de Sus este legată probabil de acțiunile lui Laberius Maximus în zonă, desfășurate în cursul primului război daco-roman (101-102) și care aveau ca obiectiv fructificarea victoriei obținute anterior de romani în provincia Moesia Inferior, cu prilejul atacurilor combinate ale dacilor și ale roxolanilor. Laberius urmărea prin aceste operațiuni atât destrămarea alianței dintre daci și roxolani, prin înfrângerea acestora din urmă, și implicit transformarea lor în popor clientelar Imperiului Roman, cât și împiedicarea unei concentrări de forțe din partea dacilor pe frontul principal de război. Acțiunile lui Laberius Maximus la nordul Dunării s-au desfășurat în toamna anului 101, romanii neavând probabil timpul necesar pentru încheierii operațiunilor din cauza venirii iernii, care a adus cu sine necesitatea construirii de castre. Odată cu venirea primăverii, Laberius lasă în castrele construite mici garnizoane, se deplasează pe Olt și ajută ulterior la desfășurarea ofensivei romane spre Mureș și mai apoi în valea Streiului.
Castrul de la Drajna de Sus, alături de cele de la Mălăiești și Pietroasele a servit așadar ca adăpost armatelor lui Laberius Maximus în timpul iernii din 101-102, urmând ca în primăvara anului 102 să reprezinte baza operațiunilor desfășurate de acesta la nord de munți. După încheierea păcii, castrul roman de la Drajna de Sus rămâne ocupat de Cohors I Commagenorum. De altfel, Muntenia și toată partea răsăriteană până la hotarul cu roxolanii, sunt anexate provinciei Moesia Inferior. Castrul de la Drajna de Sus a fost utilizat de romani probabil până la anii 117/118.
Castrul roman se află situat la sud-est de satul Drajna de Sus pe dealul Grădiștea. Așa cum a fost remarcat în literatura istorică pe baza dovezilor epigrafice și numismatice, castrul roman de la Drajna de Sus a aparținut provinciei Moesia Inferior care a fost extinsă la nord de Dunăre între anii 101-117/8. În această perioadă, castrul roman de la Drajna de Sus pare să fi fost cea mai mare bază militară romană situată strategic pe deal, controlând astfel căile de acces în vale. Rolul său principal este în legătură directă cu castrele de la Mălăiești, Tarsorul vechi și Voinesti, împreună cu care făcea parte dintr-un sistem de apărare în primele decenii ale secolului al II-lea, prin care controlau trecerea din și spre sud-estul Transilvaniei prin trecătorile muntoase.
Situl arheologic de la Drajna de Sus este înscrisă pe Lista Monumentelor Istorice din anul 2004, publicată în Monitorul Oficial numărul 646 bis din 16 aprilie 2004. Are codul PH-I-s-B-16174.
Campania arheologică 2011 și săpăturile sistematice sunt derulate de Muzeul de Istorie și Arheologie Prahova în colaborare cu institutul de arheologie “Vasile Pârvan” – București și Institutul de cercetări eco-muzeale Tulcea.